# Bądkowo Kościelne
Bądkowo Kościelne is een plaats in het Poolse district  Płocki, woiwodschap Mazovië. De plaats maakt deel uit van de gemeente Brudzeń Duży en telt 192 inwoners.